# رودونغ-1
رودونج-1 (بالكورية «تهجى الشمال»:로동1) (بالإنجليزية: Rodong-1)‏، وتعنى «جُهد-1» بالعربية (وتنطق نودونج-1 노동1 في تهجى الجنوب أو ببساطة نودونج في كوريا الجنوبية) هو صاروخ باليستي متوسط المدى من مرحلة واحدة، متنقل ويعمل بالوقود السائل تم تطويره بواسطة كوريا الشمالية في منتصف الثمانينات. ويعتبر هذا الصاروخ طراز «مُتأقلِم» من الصاروخ السوفيتي اس اس-1، الأكثر انتشاراً بالاسم المقرر لدى الناتو «صاروخ سكود».
حصلت إيران وباكستان على هذا الصاروخ من كوريا الشمالية وقامت بإنتاجه تحت اسم «شهاب-3» في إيران واسم «غوري» في باكستان مع اضفاء تعديلات على نماذج منه. تذكر بعض المصادر عن حصول سورية على هذا الصاروخ من إيران[بحاجة لمصدر].

## نظرة عامة

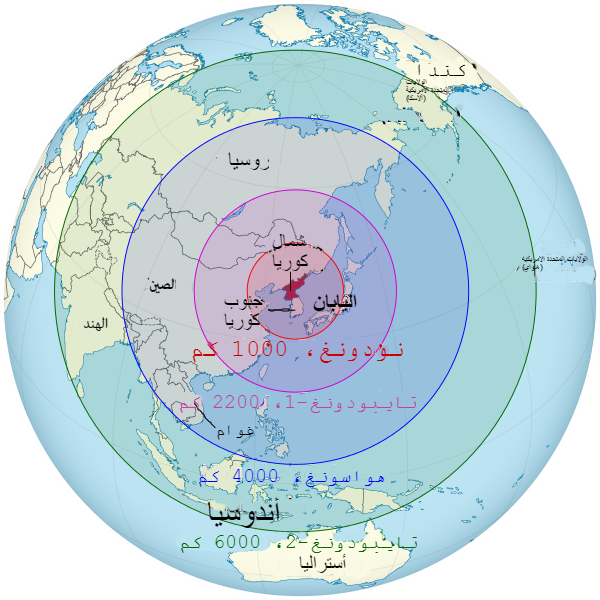
المدى الأقصى المقدر لبعض صواريخ كوريا الشمالية

يعتقد أن كوريا الشمالية حصلت على تصاميم الصاروخ سكود-بي "Scud-B" من مصر وربما تصاميم الصاروخ سكود-سى "Scud-C" من الصين، وقامت بعكس هندستها إلى سلاح صاروخي أكبر حجماً، ذو مدى أطول واطلقوا عليه اسم رودونج. وقد اكتشفت اقمار الاستطلاع الأمريكية هذا النوع من الصواريخ في مايو عام 1990.[بحاجة لمصدر]
القدرات والمواصفات الدقيقة لذلك الصاروخ غير معروفة، وحتى حقيقة إنتاجه ونشره مثيرة للجدل. والصاروخ هو عبارة عن «تخالف أضخم» من الصاروخ سكود بى "Scud-B"، تم تكبير مقاييسه بحيث أصبحت مساحته المستعرضة حوالي ضعف ما هو عليه الصاروخ سكود، وذلك بقطر يبلغ 1.25 متراً وبطول يبلغ 15.6 م. تصميمه الديناميكي الهوائي مستقر، لذلك فهو لا يتطلب نظم حديثة للتوجيه. لا يمكن أن يغذى بالوقود إلا في الوضع العمودي، لذلك لا يمكن أن يتم تغذيته قبل النقل كما هو المعتاد في الصواريخ الحديثة. ويقدر مداه بحوالى 900 كم بحمولة تساوى 1000 كجم. ولكن افتقاره للدقة - فدقته أسوأ من سكود بى - تجعله غير فعال ضد الأهداف العسكرية المُقواه ولذلك فانه من المتكهن ان يتم استخدامه في حمل رؤوس حربية كيميائية أو بيولوجية أو نووية تجاه منشآت أو مدن كبيرة.[بحاجة لمصدر]
وقد تم تصدير تكنولوجيا رودونج-1 لدول أخرى. فيعتقد أن تلك الأشكال المتغيرة من الصاروخ سكود هي الأساس للصاروخ الإيراني شهاب-3 وصواريخ غوري الباكستانية.
تم إطلاق بضعة صواريخ نودونج في اختبار الصواريخ الكورية الشمالية عام 2006.

## المشغلون
كوريا الشمالية